# Natalia Villegas
Natalia Montserrat Villegas Norambuena (* 16. April 1983) ist eine chilenische Badmintonspielerin. 

## Karriere
Natalia Villegas nahm 2010 an den Südamerikaspielen im Badminton teil. Dort gewann sie Bronze im Damendoppel mit Chou Ting Ting. Mit ihrem Team wurde sie bei derselben Veranstaltung Sechste. Bei der Panamerikameisterschaft 2009 mussten sich die Chilenen noch mit Platz acht zufriedengeben.